# 1987 aux échecs
| Années des échecs : 1984 - 1985 - 1986 - 1987 - 1988 - 1989 - 1990    |
| Décennies des échecs : 1950 - 1960 - 1970 - 1980 - 1990 - 2000 - 2010 |

Cet article présente les faits marquants de l'année 1987 aux échecs.

## Événements majeurs
- Garry Kasparov conserve son titre face à Anatoli Karpov au Championnat du monde d'échecs.
- Viswanathan Anand devient champion du monde des moins de 20 ans. Le titre est remporté par la soviétique Camilla Baginskaite chez les femmes.

## Tournois et opens
- Viktor Kortchnoï et Nigel Short remportent le Tournoi de Wijk aan Zee.

## Championnats nationaux
- Argentine : Marcelo Tempone remporte le championnat[1],[2]. Chez les femmes, Claudia Amura s’impose.
- Autriche : Egon Brestian remporte le championnat[3]. Chez les femmes, pas de championnat[4].
- Belgique : Robert Schuermans remporte le championnat[5]. Chez les femmes, Viviane Caels s’impose[6].
- Brésil: Carlos Gouveia remporte le championnat[7]. Chez les femmes, c’est Regina Lùcia Ribeiro qui s’impose.
- Canada : Igor Ivanov remporte le championnat[8].Chez les femmes, pas de championnat[9].
- Chine : Ye Jiangchuan remporte le championnat[10]. Chez les femmes, Peng Zhaoqin s’impose.
- Écosse : Paul Motwani remporte le championnat [11].

- Espagne : Alfonso Romero Holmes remporte le championnat[12]. Chez les femmes, c’est Mª Luisa Cuevas qui s’impose[13].
- États-Unis : Joel Benjamin et Nick de Firmian remportent le championnat[14]. Chez les femmes, Anna Akhsharumova s’impose[15].
- Finlande: M.Ebeling remporte le championnat[16].
- France : Christophe Bernard remporte le championnat [17]. Chez les femmes, Sabine Fruteau s’impose[18].
- Guatemala : Carlos Armando Juárez[19]
- Inde : Viswanathan Anand remporte le championnat[20].
- Iran : Pas de championnat[21].
- Pays-Bas : Jan Timman remporte le championnat [22]. Chez les femmes, c’est Jessica Harmsen qui s’impose.
- Pologne : Robert Kuczyński remporte le championnat[23].
- Royaume-Uni : Nigel Short remporte le championnat[24].
- Russie : Andreï Kharitonov remporte le championnat de Russie à Koursk
- Suisse : Richard Gerber remporte le championnat [25]. Chez les dames, c’est Claude Baumann qui s’impose[26].
- RSS d'Ukraine : Viktor Moskalenko remporte le championnat[27],[28], dans le cadre de l’U.R.S.S.. Chez les femmes, Irina Chelushkina s’impose[29].
- République fédérative socialiste de Yougoslavie : Miralem Dževlan remporte le championnat[30],[31]. Chez les femmes, Zorica Nikolin s’impose.

## Naissances
- 12 novembre : Anna Rudolf, multiple championne de Hongrie et influenceuse.
- 12 novembre : Anđelija Stojanović, multiple championne de Serbie.
- 9 décembre : Hikaru Nakamura

## Nécrologie
- En 1987 : Paul Limbos (en), Palle Nielsen (en), Georgios Gaitanaros (en)
- 13 janvier : Vladimir Alatortsev
- 2 février : Jakov Estrine
- 23 mars : Nevzat Süer (en)
- 1er mai : Vladimir Korolkov
- 12 mai : Zsuzsa Makai (en)
- 17 mai : Józsa Lángos
- 10 septembre : Boris Rõtov (en)
- 19 septembre : Mikhaïl Ioudovitch
- 19 octobre : Mira Kremer (en)
- 21 octobre : Salme Rootare
- 2 décembre : George Wheatcroft (en)
- 20 décembre : Narelle Kellner (en)
- 27 décembre : Stepan Popel